# Andorre aux Jeux olympiques d'été de 2020
Andorre participe aux Jeux olympiques de 2020 à Tokyo au Japon. Il s'agit de sa 12e participation à des Jeux d'été.

## Athlètes engagés
| Sport       | Hommes | Femmes | Total |
| ----------- | ------ | ------ | ----- |
| Athlétisme  | 1      | 0      | 1     |
| Canoë-kayak | 0      | 1      | 1     |
| Total       | 1      | 1      | 2     |

## Résultats

### Athlétisme
Andorre bénéficie d'une place, attribuée au nom de l'universalité des Jeux. Pol Moya Betriu disputera donc le 800 mètres masculin.
| Athlète         | Épreuve        | Tour préliminaire | Tour préliminaire | 1er tour      | 1er tour | Demi-finale | Demi-finale | Finale  | Finale  |
| Athlète         | Épreuve        | Temps             | Rang              | Temps         | Rang     | Temps       | Rang        | Temps   | Rang    |
| --------------- | -------------- | ----------------- | ----------------- | ------------- | -------- | ----------- | ----------- | ------- | ------- |
| Pol Moya Betriu | 800 m masculin | Non disputé       | Non disputé       | 1 min 47 s 44 | 7e       | Éliminé     | Éliminé     | Éliminé | Éliminé |

### Canoë-kayak
La kayakiste andorrane a qualifié un bateau en accédant à la demi-finale des Championnats du monde ICF de canoë-slalom 2019 à La Seu d'Urgell, en Espagne.
| Athlète      | Compétition | Série    | Série | Série    | Série | Série    | Série | Demi-finale | Demi-finale | Finale   | Finale   |
| Athlète      | Compétition | Run 1    | Rang  | Run 2    | Rang  | Meilleur | Rang  | Temps       | Rang        | Temps    | Rang     |
| ------------ | ----------- | -------- | ----- | -------- | ----- | -------- | ----- | ----------- | ----------- | -------- | -------- |
| Mònica Dòria | C-1 féminin | 113 s 78 | 6e    | 119 s 69 | 14e   | 113 s 78 | 9e    | 128 s 32    | 11e         | Éliminée | Éliminée |
| Mònica Dòria | K-1 féminin | 110 s 57 | 11e   | 110 s 54 | 13e   | 110 s 54 | 14e   | 118 s 15    | 16e         | Éliminée | Éliminée |